# Васянович, Анатолий Макарович
Анатолий Макарович Васянович (род. 15 марта 1939) ― передовик советской угольной промышленности. Заслуженный шахтёр Российской Федерации, почётный гражданин города Уссурийска (1999). Народный депутат Российской Федерации (1990-1993), глава администрации города Уссурийска.

## Биография
Анатолий Васянович родился 15 марта 1939 года в Украинской ССР, в глухой деревне. Начальную школу он посещал в родном населённом пункте, а обучение с 5 по 7 классы проходил в соседнем селе. После окончания школы поступил в Горный техникум, который успешно окончил. Начал свою трудовую деятельность на шахте, но был призван на срочную службу в армию. Служил в прославленном Хасанском пограничном отряде. Демобилизовался в звании старшины, был лучшим инструктором пограничного отряда в Тихоокеанском пограничном округе.
Позже, работая горным мастером, Анатолий Макарович был назначен на должность первого секретаря Хасанского райкома комсомола. Был чемпион Приморского края по бадминтону, имеет первый разряд по четырём видам спорта. После получения диплома о высшем образовании по специальности горный инженер был назначен начальником участка рудника Краснореченского Горнообогатительного комбината. В этой должности достиг высоких производственных показателей и был представлен к государственной награде - орден Знак Почёта.
Со временем был назначен руководителем Горисполкома, потом работал председателем Горсовета депутатов, а затем и исполнял обязанности главы администрации города Уссурийска. С 1990 по 1993 годы являлся Народным депутатом Российской Федерации. Также избирался депутатом Черниговского, Октябрьского, Михайловского райсоветов, Уссурийского горсовета и Приморского крайсовета народных депутатов.
В 1999 году Анатолию Васяновичу было присвоено звание Почётный гражданин Уссурийского городского округа. Указом Президента Российской Федерации удостоен звания «Заслуженный шахтёр Российской Федерации».
Около трёх лет трудился заведующим кафедры Дальневосточного государственного технического университета. Доктор технических наук, кандидат экономических наук, профессор, академик пяти академий, в том числе двух международных. Им была подготовлена научная докторская диссертация на тему: "Исследование и совершенствование охраны труда при реструктуризации угольных предприятий Приморского края". Владелец трёх патентов на изобретения, автор 102 научных статей, издал 17 технических и художественных книг, является членом Союза писателей России.
Губернатор Приморского края Олег Кожемяко вручил государственную награду Васянович Анатолию Макаровичу. В 2021 году, Анатолий Макарович является единственным человеком, кто получил знак "Почётный гражданин Приморского края". 
"Вы вложили душу, сердце и все силы в развитие нашего края, его стабильное социально-экономическое положение. Полностью посвящаете себя любимому делу. Ваша работа даёт возможность процветать Приморскому краю, быть лидером Дальнего Востока", — подчеркнул Олег Кожемяко в своём приветственном слове.
Почётным гражданином Приморского края стал Анатолий Макарович Васянович — знаковый человек для компании Приморскуголь. Он руководил предприятием в тяжелейшие годы его акционирования и реструктуризации всей угольной отрасли Приморья. Коллеги подчёркивают, что именно благодаря огромным стараниям Анатолия Васяновича удалось сохранить Приморскуголь как действующее и стабильно развивающееся предприятие.
Проживает в городе Владивосток.

## Награды и звания
- Орден Знак Почёта
- Заслуженный шахтер Российской Федерации
- Знак «Шахтёрская слава» всех 3-х степеней
- другими медалями

- Почётный гражданин города Уссурийск (1999)
- Почётный гражданин Приморского края (2021)